# Moździerz

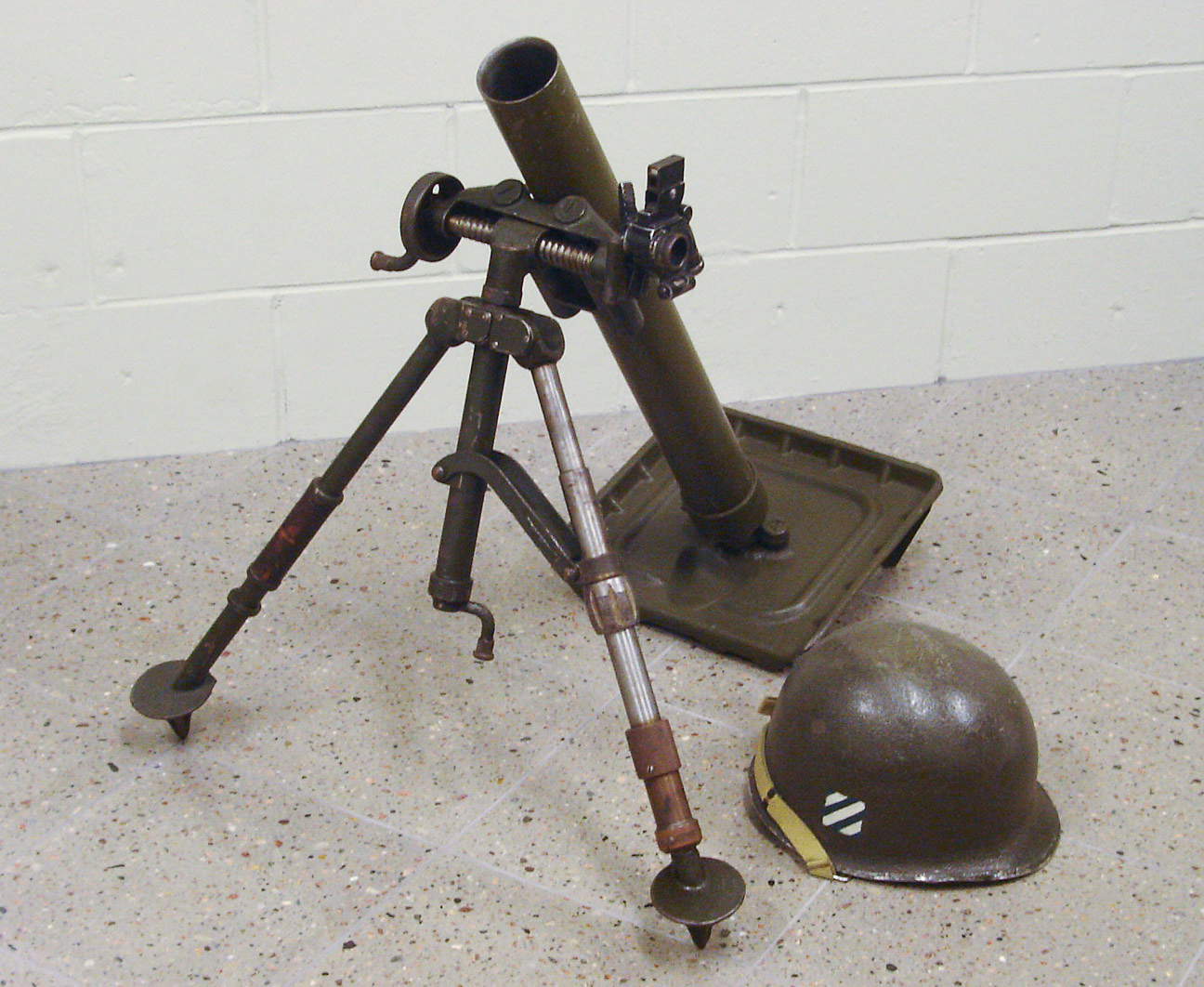
Amerykański lekki 60 mm moździerz M2

Moździerz (daw. miotacz, miotacz min) – rodzaj działa strzelającego stromotorowo. Termin współcześnie utożsamiany najczęściej z lekkimi działami bez oporopowrotników, o krótkich lufach z gładkim przewodem, ładowanymi odprzodowo. Nie jest to jednak regułą, a pojęcie to (zwłaszcza historycznie) odnosi się do szeregu zróżnicowanych konstrukcji, w tym i do ciężkich dział oblężniczych.

## Definiowanie
Mimo iż pojęcie to współcześnie utożsamiane jest najczęściej z lekkimi moździerzami piechoty o prostej formie, obejmuje również szereg innych konstrukcji. Niektóre z nich w przeciwieństwie do klasycznej formy tej broni są wyposażane w oporopowrotniki, mogą być ładowane odtylcowo, jak i wykorzystywać lufy gwintowane, przybierając formę zbliżoną również do innych rodzajów broni strzeleckiej i artyleryjskiej.
Z tego też względu podział na moździerze, granatniki i haubice często jest niejednoznaczny i płynny, a rozróżnianie ich od siebie zależy od okresu i ujęcia terminologicznego w danej armii. Przykładowo wiele wczesnych form granatników miało formę analogiczną do budowy klasycznego moździerza piechoty (np. l.Gr.W.36), jednak rozróżniano je od nich pod względem mniejszego kalibru (poniżej 50 mm) i gabarytów oraz zastosowania taktycznego. Z kolei najcięższe moździerze oblężnicze (współcześnie już nie używane) były bardzo zbliżone konstrukcyjnie do haubic, jednak przewyższały je kalibrem (co stanowiło ich wyróżnik).

## Podział
- moździerz piechoty – potocznie uznawany za moździerz właściwy i zarazem najpopularniejszy typ tej broni. Powstał w wyniku zapotrzebowania na lekką broń artyleryjską towarzyszącą piechocie jako bezpośrednia broń wsparcia na bliską odległość. Współczesne wersje najczęściej pozbawione są oporopowrotników, których rolę przejmuje płyta oporowa opierana o podłoże, a ładowana odprzodowo gładkościenna lufa podpierana jest na dwójnogu. Odznaczają się prostotą konstrukcji i najczęściej dużą mobilnością. Bardzo stromy tor lotu pocisku umożliwia im rażenie celów zarówno odkrytych, jak i za przeszkodami terenowymi. Do ich wad zalicza się stosunkowo mały zasięg i niższa celność w porównaniu z innymi działami, a także całkowity brak możliwości prowadzenia ognia po torze płaskim. Pod względem kalibru, moździerze piechoty dzieli się na[2]:
  - lekkie (poniżej 100 mm)
  - średnie (100–120 mm)
  - ciężkie (powyżej 120 mm)

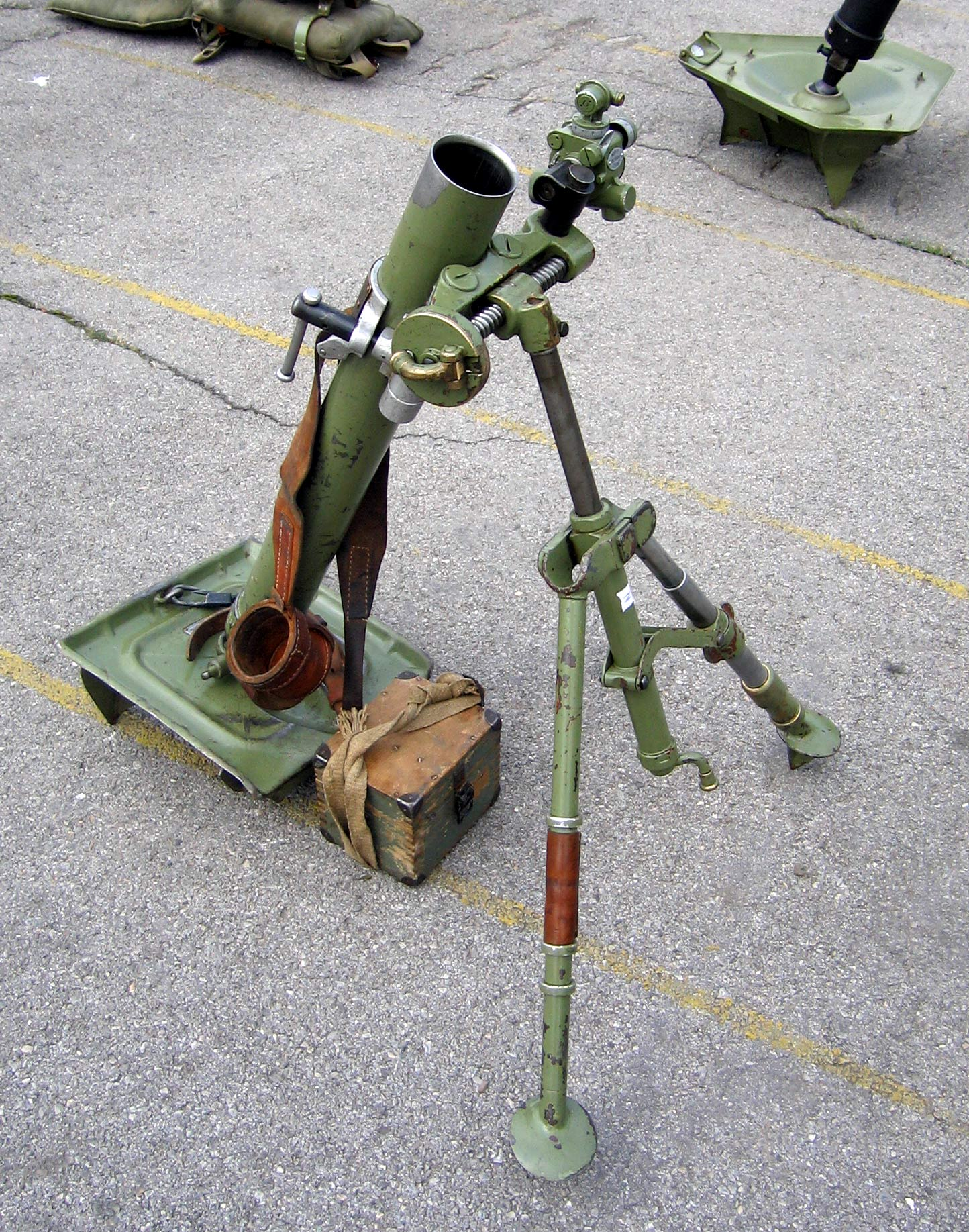
Jugosłowiański lekki 60 mm moździerz piechoty M57
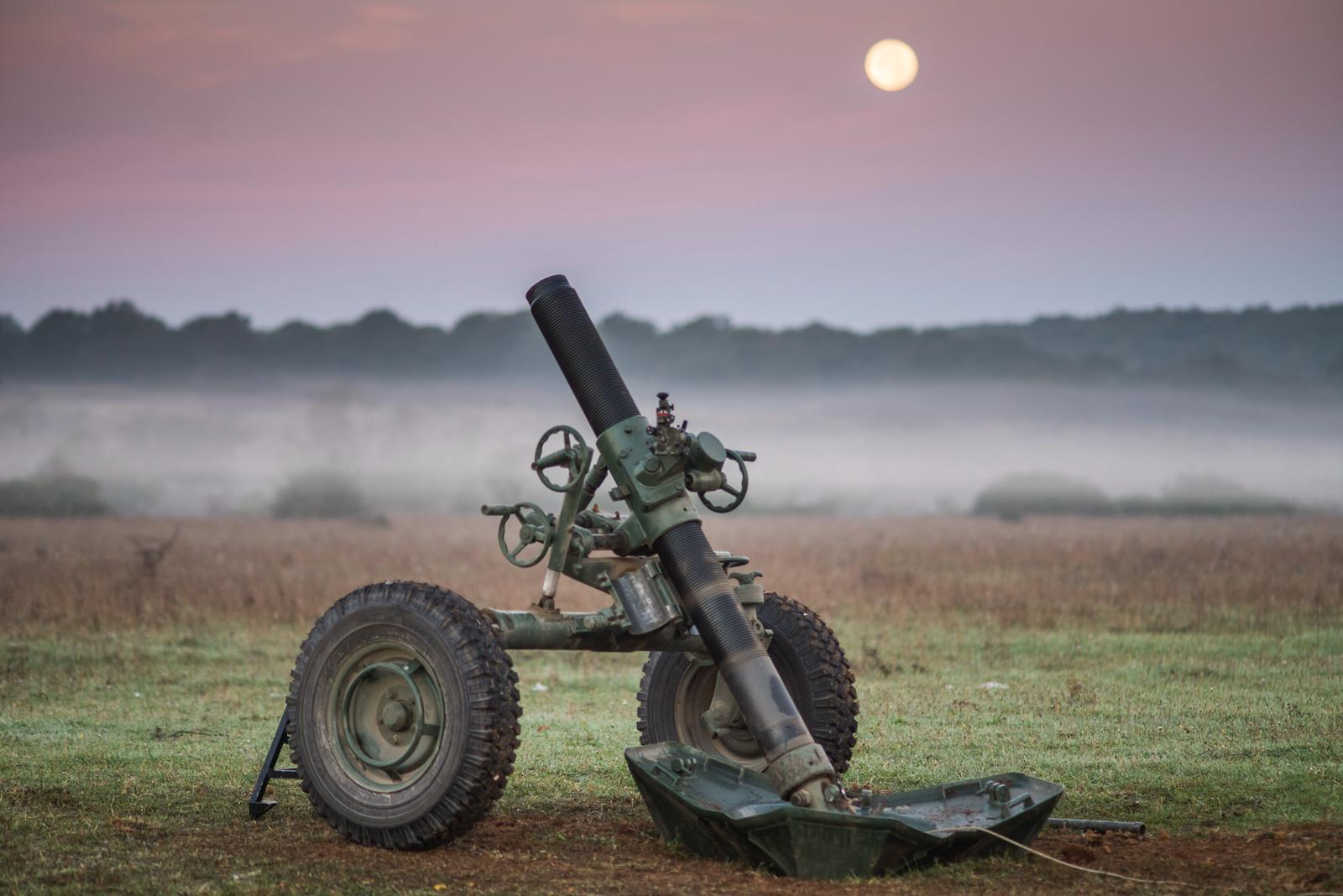
Francuski średni 120 mm moździerz piechoty MO-120-RT-61
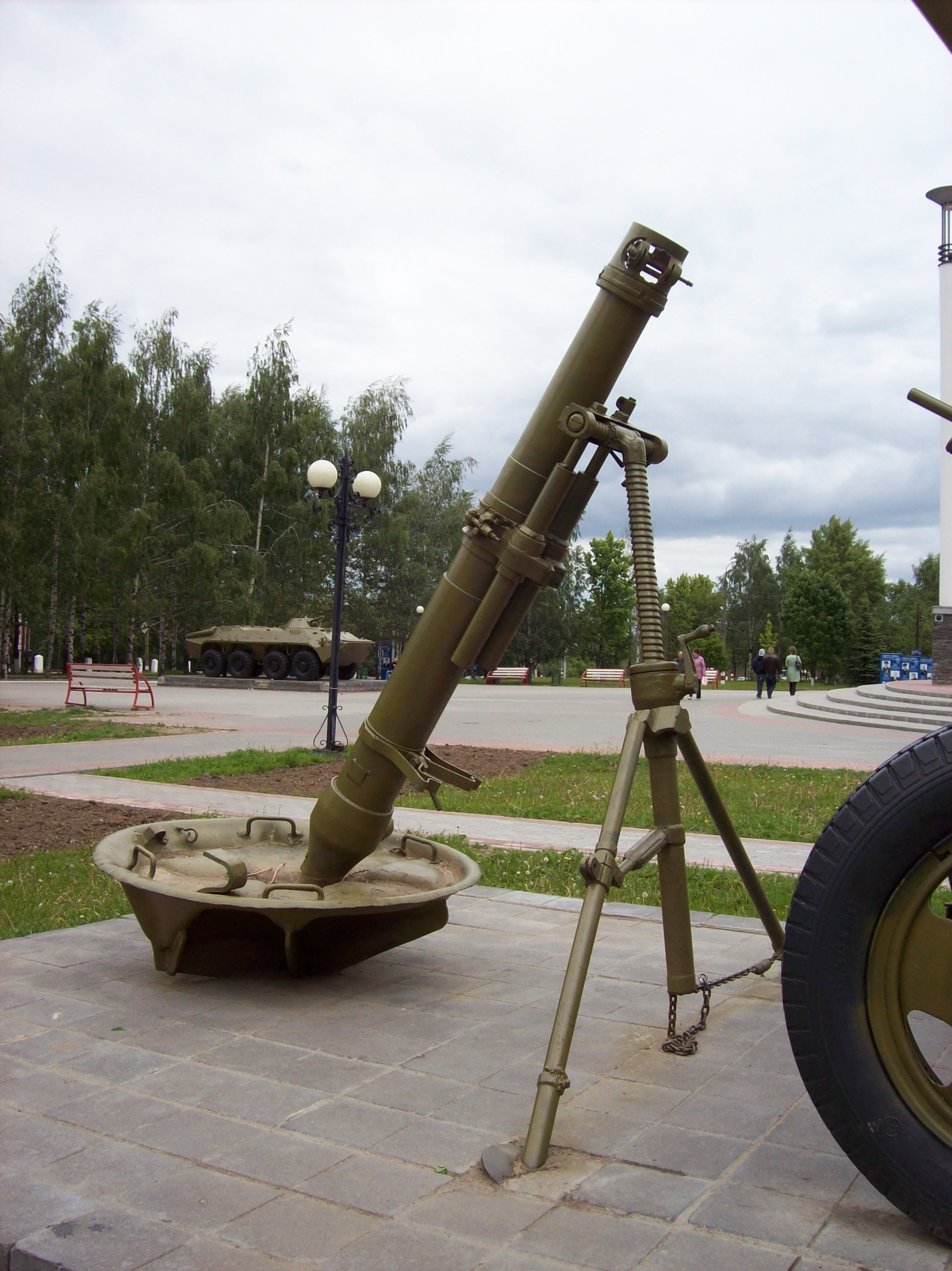
Radziecki ciężki 160 mm moździerz piechoty M-160

- moździerz oblężniczy – bardzo dużego kalibru działo przeznaczone do niszczenia obiektów umocnionych. Moździerze tego typu użytkowane były głównie w czasie I i II wojny światowej po czym zostały wyparte przez artylerię rakietową i lotnictwo.

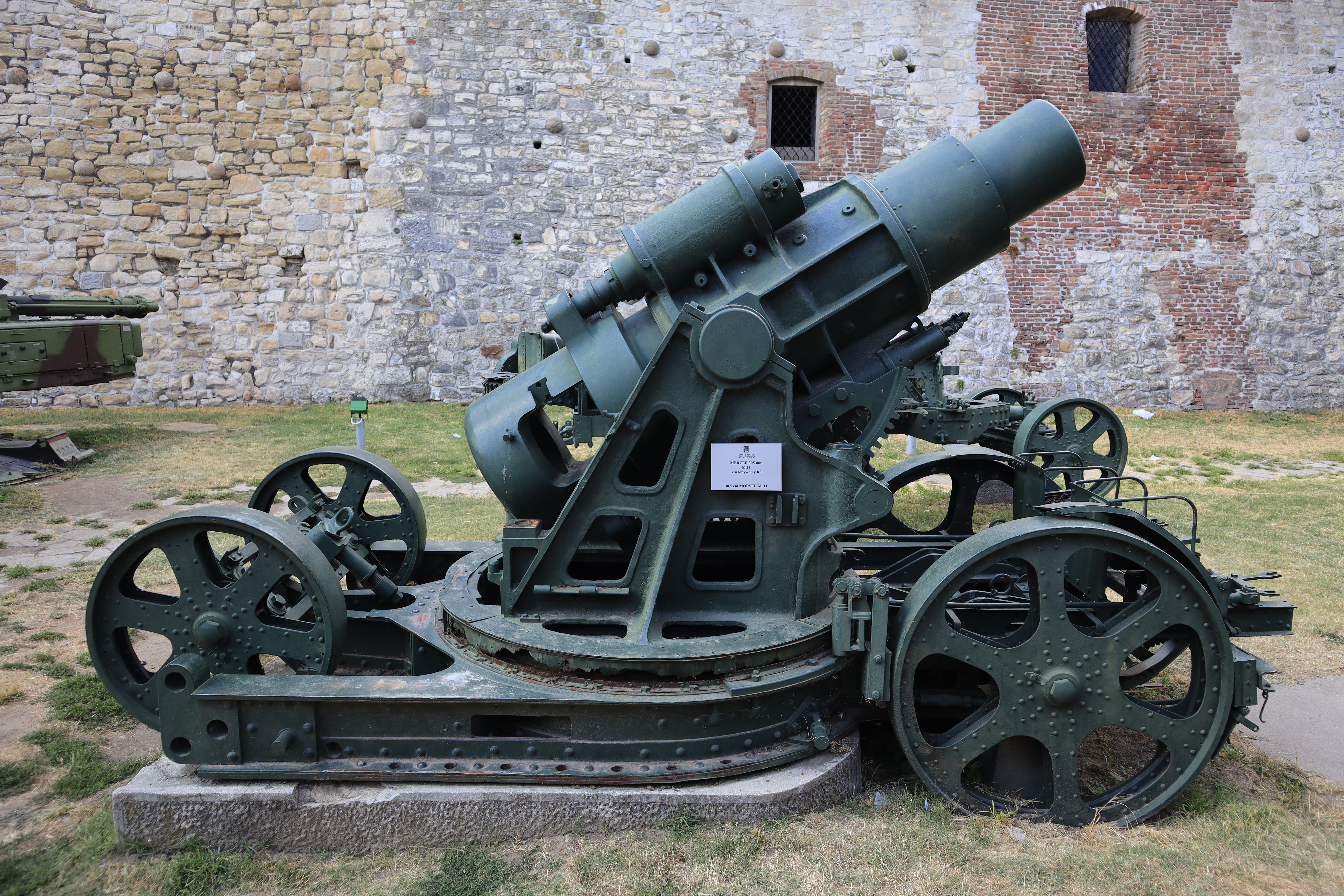
Austro-Węgierska Škoda M.11 kalibru 305 mm
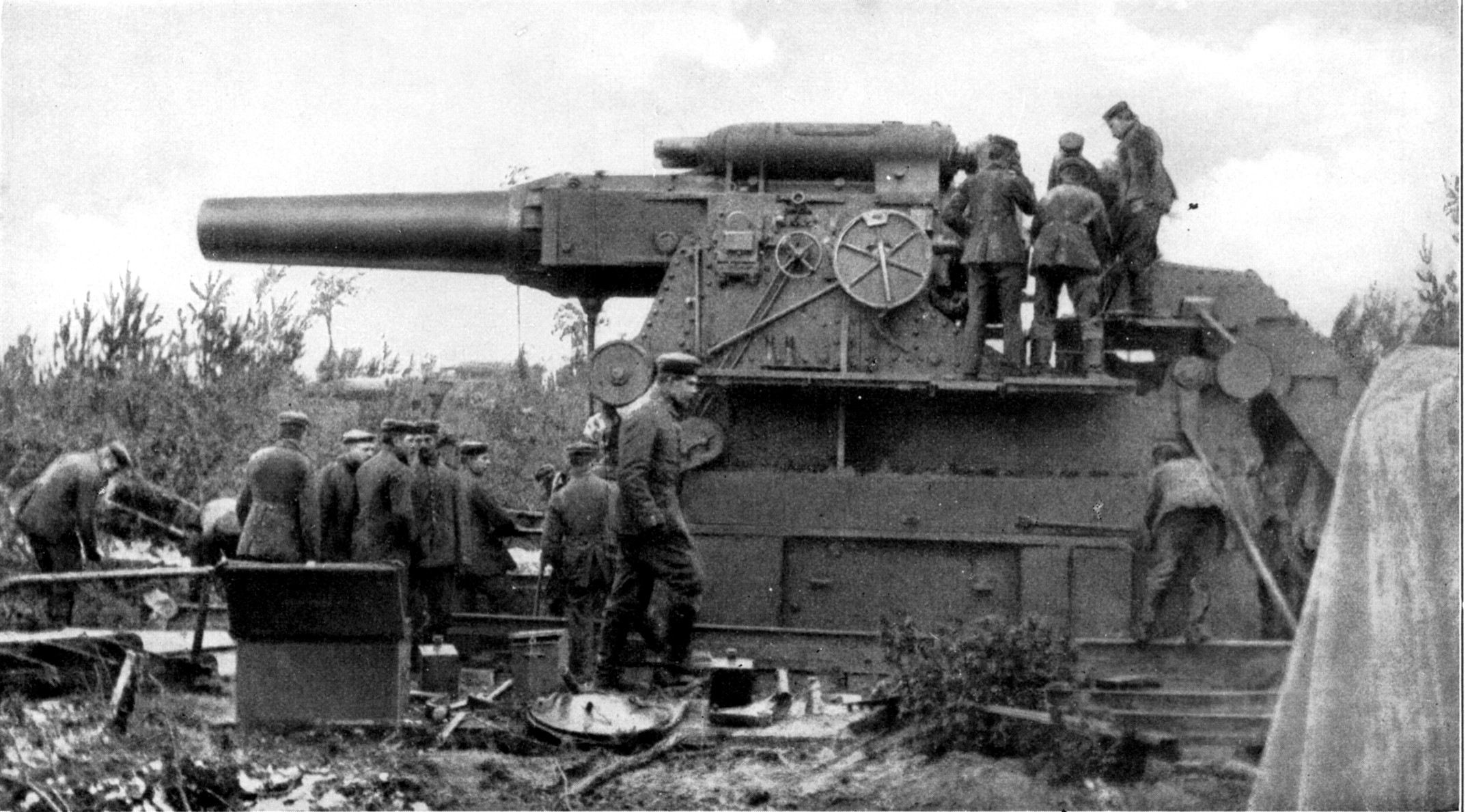
Niemiecki M-Gerät (Gruba Berta) kalibru 420 mm
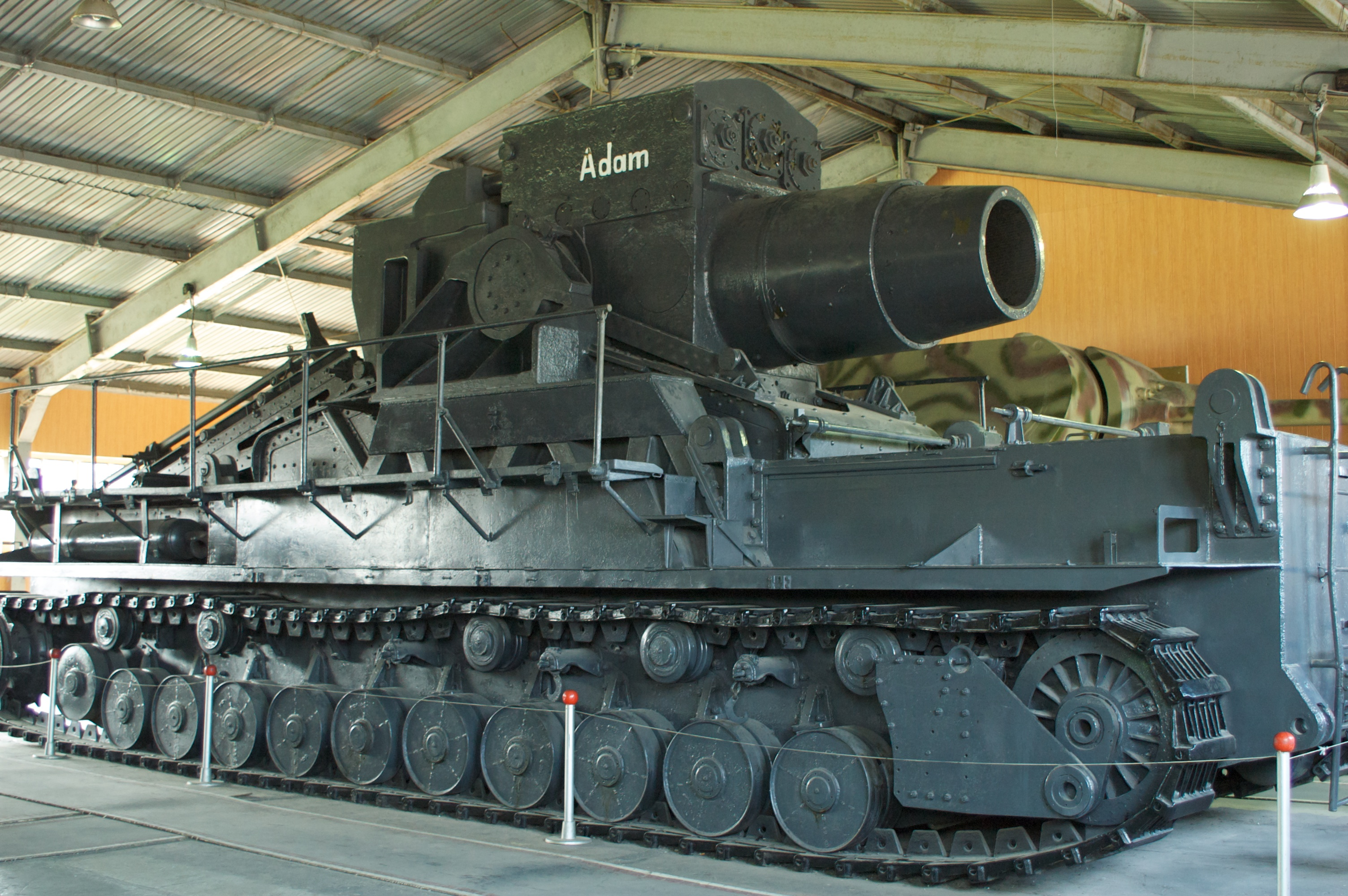
Niemiecki Karl Gerät 040 kalibru 600 mm

- moździerz samobieżny – rodzaj działa samobieżnego w którym moździerz umieszczony jest na podwoziu z własnym napędem o konstrukcji projektowanej specjalnie dla tego typu działa lub wykorzystującej podwozie innych maszyn (np. czołgu czy transportera opancerzonego).

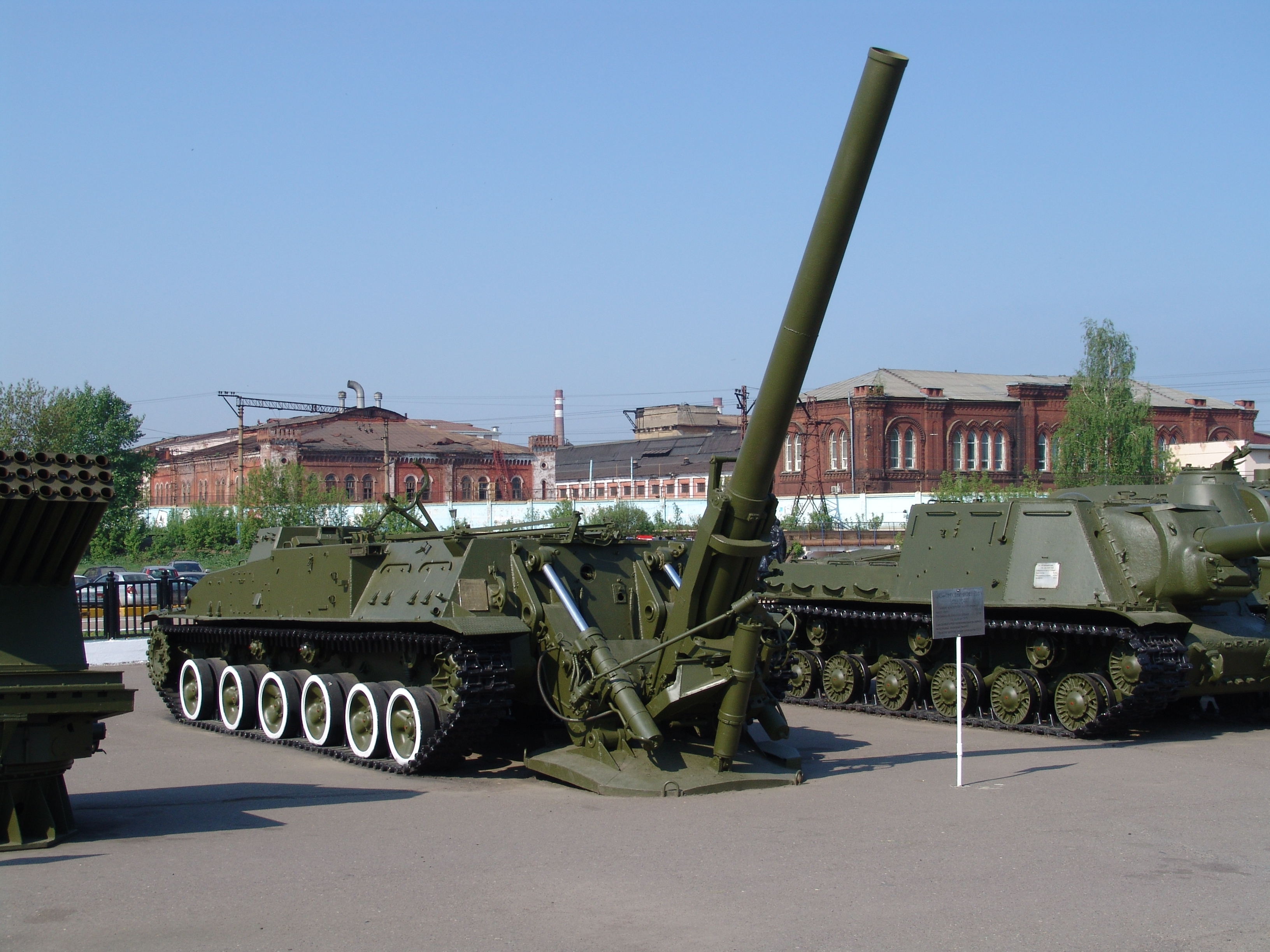
Radziecki moździerz samobieżny 2S4 w położeniu bojowym
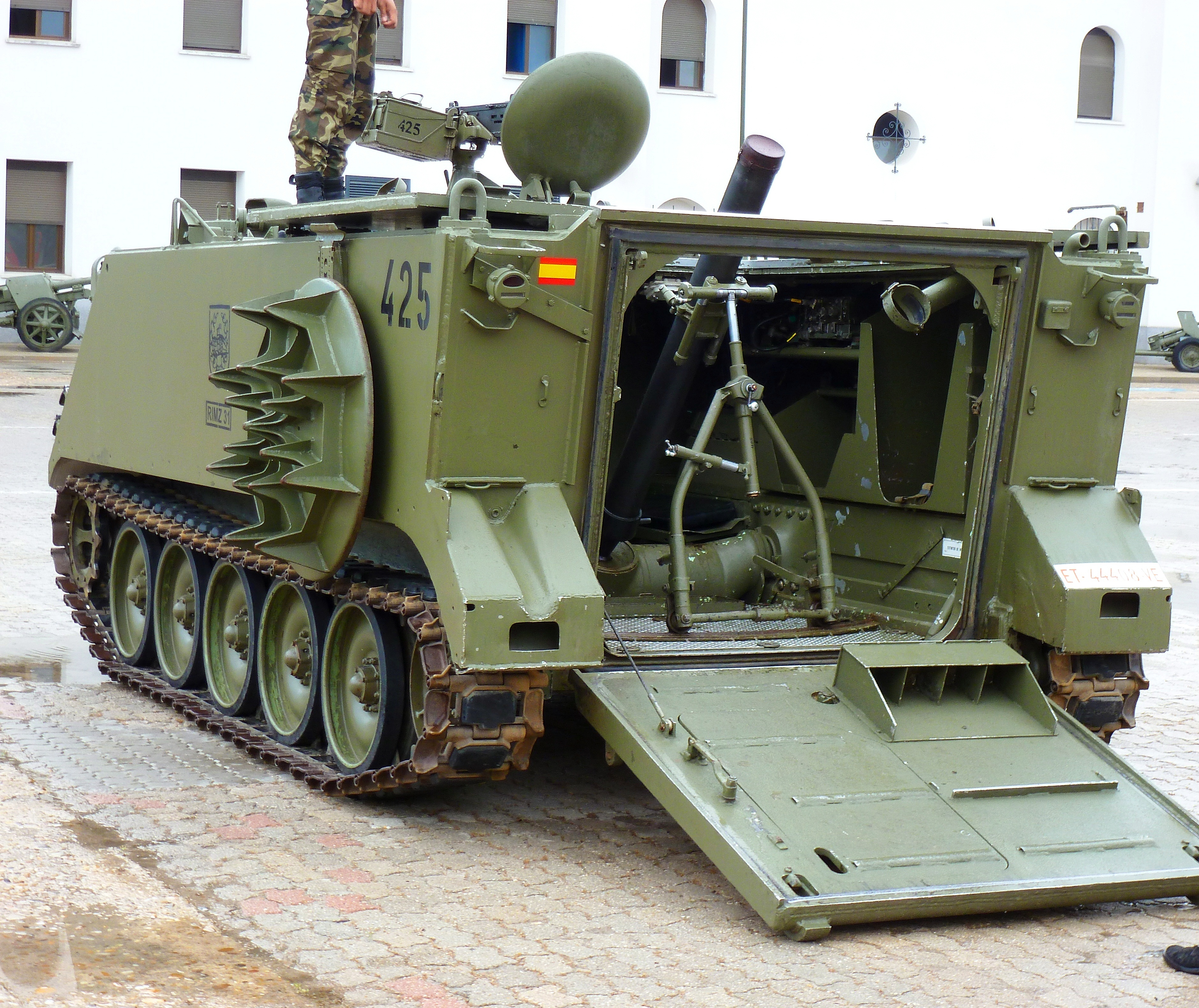
Amerykański transporter M113 w formie moździerza samobieżnego

- moździerz rakietowy – moździerz miotający pociski z napędem rakietowym na niewielkie odległości.

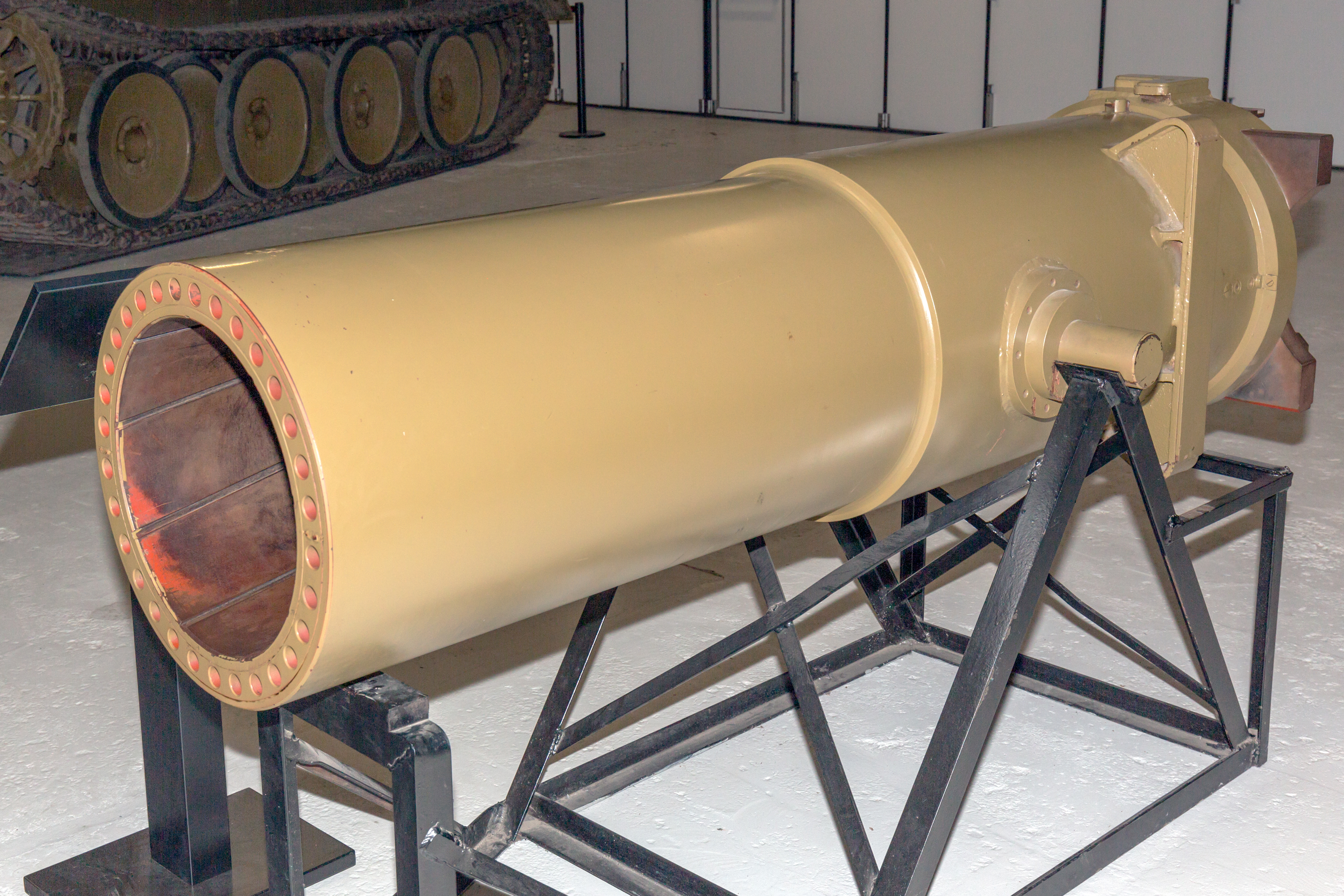
Niemiecki moździerz rakietowy 38cm SturmMörser RW61 L/5.4 stanowiący uzbrojenie działa pancernego Sturmtiger

- moździerz automatyczny – moździerz zdolny do prowadzenia ognia ciągłego.

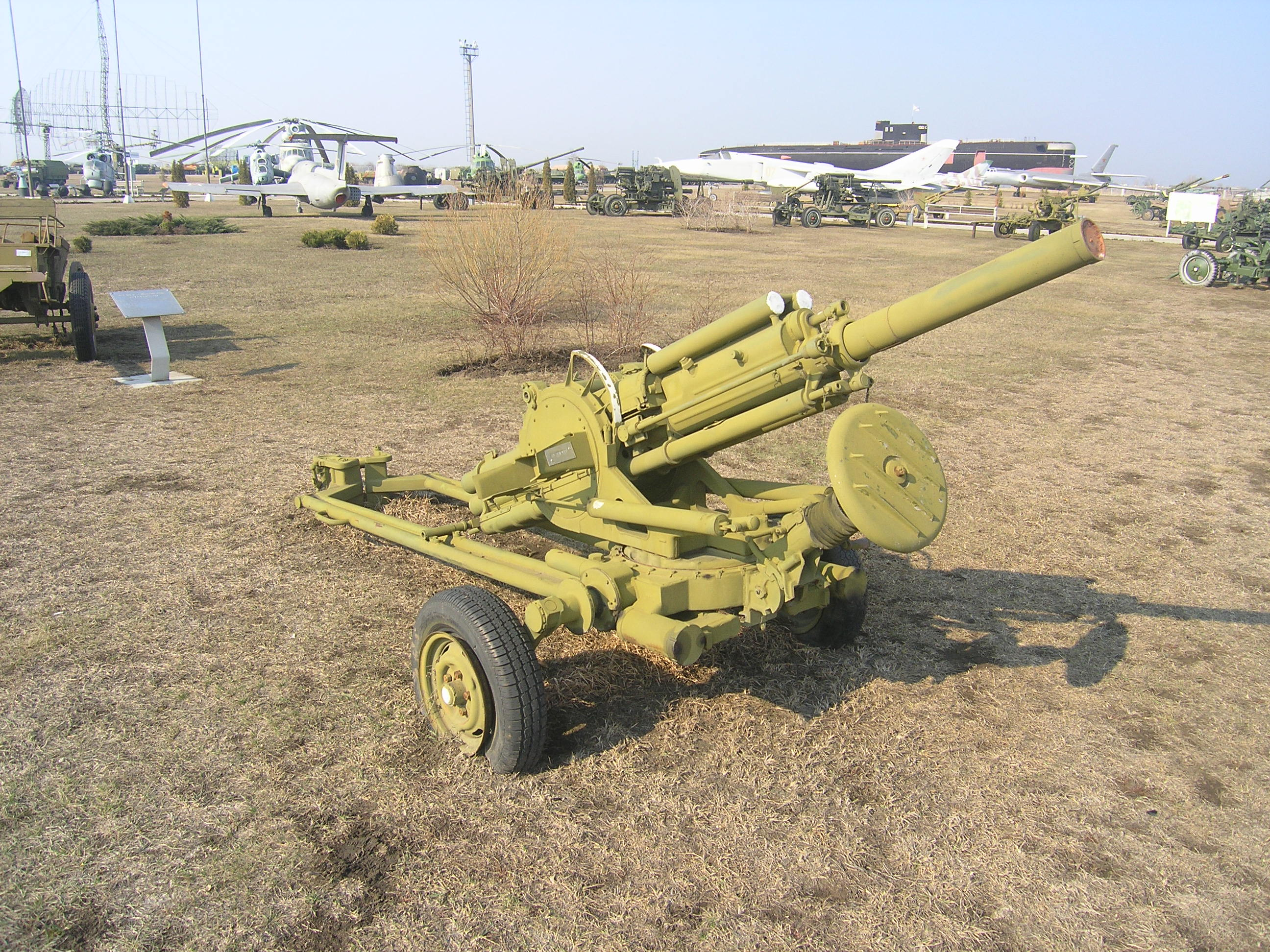
Radziecki moździerz automatyczny 2B9 Wasilok

## Historia

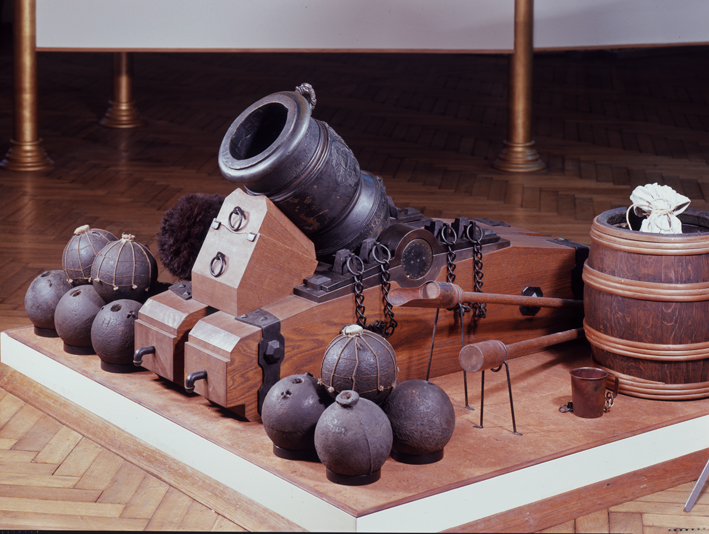
Moździerz z XVIII w.

W XIV wieku bombardy dużego kalibru o krótkiej lufie (1,5–2 kalibrów) zaczęto nazywać moździerzami. Posiadały łoża klocowe i stały kąt podniesienia lufy 60-80 stopni. W XV wieku zastosowano lufy z czopami i kliny do zmiany kąta podniesienia lufy (moździerz wiszący). Pierwsze moździerze posiadały znaczny kaliber (do 880 mm). Pod koniec XVII wieku znormalizowano kalibry oraz wprowadzono śrubowy mechanizm podniesienia lufy. Moździerze tej budowy dotrwały do połowy XIX wieku, a używane były jeszcze w czasie I wojny światowej. W połowie XIX wieku wprowadzono ładowanie od tyłu i lufy gwintowane, przekształcając je stopniowo w moździerz oblężniczy. Moździerze oblężnicze po II wojnie światowej zostały wyparte przez lotnictwo.

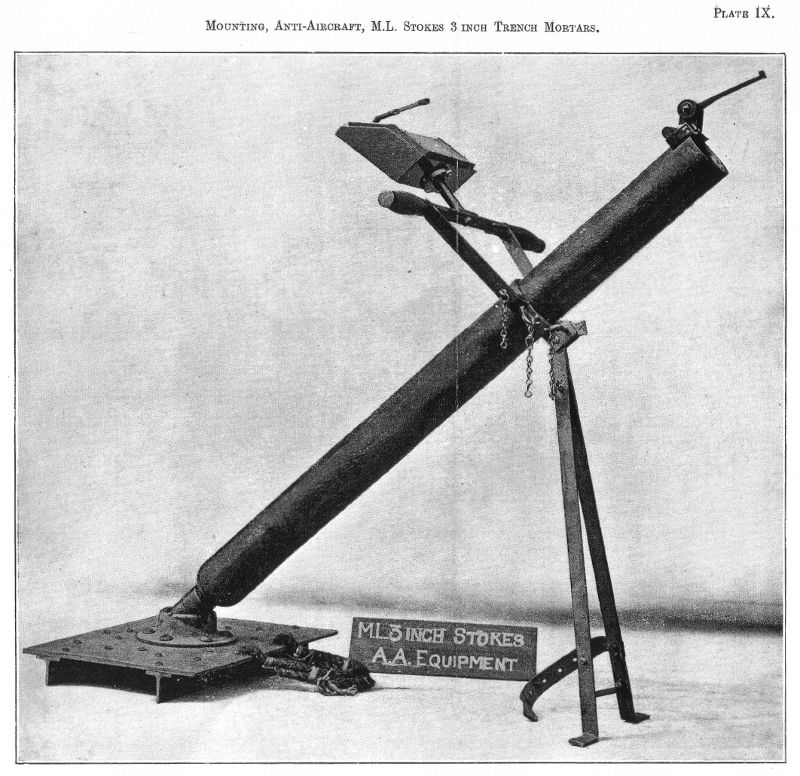
Moździerz Stokesa z okresu I wojny światowej

Aktualnie stosowane są prawie wyłącznie moździerze piechoty i ich modyfikacje. Wojna rosyjsko-japońska zrodziła zapotrzebowanie na artylerię stromotorową do ostrzeliwania piechoty podchodzącej pod umocnienia. Stosowane do tego działa stromotorowe dały Niemcom impuls do opracowania broni bezpośredniego wsparcia piechoty – moździerza piechoty. W 1915 Anglik Wilfred Stokes opracował moździerz kalibru 76 mm, będący klasyczną konstrukcją moździerza piechoty, kopiowaną przez liczne państwa i z niewielkimi zmianami stosowaną do dzisiaj.
Do II wojny światowej były także stosowane moździerze trzonowe, w których pocisk z otworem był nasadzany na trzon.
Chęć zmniejszenia ciężaru i uproszczenia obsługi doprowadziła do powstania specjalnych odmian lekkich moździerzy, jak na przykład polski LM-60K Commando, bez mechanizmu kierunkowego i podniesienia. Przykładami moździerzy odmian lekkich mogą być: moździerz L9A1 z Wielkiej Brytanii (51 mm), Breda z Włoch(81 mm) czy Commando (60 mm) Moździerze montowane na pojazdach bywają przystosowane do strzelania ogniem bezpośrednim. Przystosowanie moździerza do zwalczania pojazdów doprowadziło do połączenia go z działem bezodrzutowym. Pojawiły się również moździerze automatyczne (np. rosyjski 2B9 Wasilok kalibru 82 mm).